# Arsenio Benitez
Arsenio Benítez Zarza (14 de dezembro de 1971) é um ex-futebolista profissional paraguaio que atuava como atacante.

## Carreira
Arsenio Benitez representou a Seleção Paraguaia de Futebol nas Olimpíadas de 1992.